# 언제나 나의 산타!
《언제나 나의 산타!》(일본어: いつだってＭｙサンタ, 언제나 My 산타!)는 남성향 풍의 작품으로 유명한 아카마츠 켄의 1998년 작품으로 2005년 12월에 애니메이션이 DVD로 발매됐다.
한국에서는 스카이라이프와 케이블 전문 애니메이션 채널 애니박스에서 방영.

## 주인공
- 마이(マイ, 성우: 이선, 히라노 아야(平野綾))

산타 앞에 나타난 산타클로스 견습생 소녀. 변신 뒤에는 산타가 말한 글래머 여성으로 변한다.
- 산타(参太, 성우: 엄상현, 카메이 준(亀井淳))

12월 24일에 태어나서 이름이 산타이다. 그 때문에 마이가 나타나기 전까지만 하더라도 놀림을 받다가 마이가 나타난 뒤에는 행복해지고, 마이를 사랑한다. 마이가 나타나기 전에는 미나코 선배를 동경했다.
- 마이마이(マイマイ, 성우: 김서영, 타무라 유카리(田村ゆかり))

마이의 여동생이다.
- 셜리(シャリー, 성우: 윤미나, 코바야시 유(小林ゆう))

마이의 라이벌이자 친구이다.
- 노엘(ノエル, 성우: 손정아, 사쿠라이 토모(櫻井智))

마이의 선생님이다.
- 페드로(ペドロ)

순록 봉제 인형이다.
- 사이토 미나코(斉藤美奈子, 성우: 치바 사에코(千葉紗子))

산타가 동경하던 선배였다.